# Olympic-Klasse (2014)
Die Olympic-Klasse ist eine Klasse von Doppelendfähren der US-amerikanischen Reederei Washington State Ferries.

## Geschichte
Die Fähren wurden auf der US-amerikanischen Werft Vigor Industrial in Seattle gebaut. Sie wurden hier als „144 Car Ferries“ bezeichnet. Teile der Rümpfe und die Aufbauten wurden zugeliefert. Die Enden der Rümpfe wurden von Jesse Engineering in Tacoma, die Aufbauten für die ersten drei Fähren von Nichols Brothers Boat Builders in Freeland gefertigt. Die Aufbauten für die vierte Fähre wurde von Jesse Engineering in Tacoma gefertigt.
Die erste Einheit wurde im November 2011 bestellt. Der Bau der Fähren begann Anfang 2012.
Die Schiffe sind Teil des Flottenerneuerungsprogramms von Washington State Ferries. Die Fähren ersetzten Einheiten der Evergreen-State-Klasse. Der Entwurf des Unternehmens Guido Perla & Associates in Seattle basiert auf der Issaquah-Klasse. Die Baukosten beliefen sich auf 515,5 Mio. US-Dollar.
Der Bau bis zu fünf weiterer Einheiten der Klasse ist vorgesehen. Die Fähren sollen mit hybrid-elektrischem Antrieb ausgestattet werden.
Außerdem sollen die vorhandenen Schiffe der Klasse mit einem hybrid-elektrischen Antrieb umgerüstet werden.

## Beschreibung
Die Schiffe werden von zwei Zwölfzylinder-Dieselmotoren des Motorenherstellers Electro-Motive Diesel mit jeweils 2250 kW Leistung angetrieben. Die Motoren wirken über Untersetzungsgetriebe auf jeweils einen Verstellpropeller an den beiden Enden der Fähren. Für die Stromerzeugung stehen drei von Dieselmotoren des Motorenherstellers Detroit Diesel mit jeweils 300 kW Leistung bzw. Volvo Penta mit jeweils 340 kW Leistung angetriebene Generatoren zur Verfügung. Weiterhin wurde ein Notgenerator verbaut. Die Motoren sind in zwei Maschinenräumen an den beiden Enden der Fähren untergebracht.
Auf dem Hauptdeck befindet sich ein durchlaufendes Fahrzeugdeck mit drei Fahrspuren sowie jeweils zwei weiteren Fahrspuren auf beiden Seiten der Fähren. Die seitlichen Fahrspuren sind mit jeweils einem weiteren Fahrzeugdeck mit zwei Fahrspuren überbaut. Die zusätzlichen Fahrzeugdecks sind über feste Rampen vom Hauptdeck aus zugänglich. Die maximale Durchfahrtshöhe auf dem Fahrzeugdeck beträgt rund 4,9 m.
Oberhalb der Fahrzeugdecks befinden sich drei Decks. Auf dem Passagierdeck befinden sich die Einrichtungen für die Passagiere mit zwei Aufenthaltsräumen mit Sitzgelegenheiten an beiden Enden der Fähren sowie weitere Sitzgelegenheiten an den auf beiden Seiten befindlichen Durchgängen zwischen den beiden Aufenthaltsräumen. Außerdem ist auf diesem Deck ein Selbstbedienungsrestaurant mit Sitzgelegenheiten und eine Kombüse eingerichtet. Weiterhin stehen Getränke- und Snackautomaten zur Verfügung. Zwischen den beiden Aufenthaltsräumen für die Passagiere ist ein Aufenthaltsraum für Besatzungsmitglieder eingerichtet. An beiden Enden der Fähren befinden sich auf diesem Deck offene Decksbereiche ohne Sitzgelegenheiten.
Weitere Sitzgelegenheiten für Passagiere befinden sich auf dem über dem Passagierdeck gelegenen Sonnendeck. Hier ist an beiden Enden jeweils ein weiterer Aufenthaltsraum mit Sitzgelegenheiten eingerichtet. Außerdem befinden sich auf diesem Deck weitere offene Decksbereiche mit Sitzgelegenheiten. Im mittleren Bereich befinden sich auf diesem Deck vier Einzel- und sechs Doppelkabinen für die Schiffsbesatzung, ein weiterer Aufenthaltsraum für die Schiffsbesatzung sowie verschiedene technische Betriebsräume.
Auf dem darüberliegenden Brückendeck befindet sich an beiden Enden jeweils ein Steuerhaus. Weiterhin sind hier hinter dem Steuerhaus an einem Ende die Kapitänskammer und am anderen Ende ein Büro eingerichtet. Außerdem befinden sich auf diesem Deck weitere technische Betriebsräume.
Die Schiffe sind mit vier Schiffsevakuierungssystemen ausgerüstet.

## Schiffe
| Olympic-Klasse | Olympic-Klasse | Olympic-Klasse | Olympic-Klasse                              | Olympic-Klasse             |
| Bauname        | Baunummer      | IMO-Nummer     | Kiellegung Aufschwimmen Ablieferung         | Strecke                    |
| -------------- | -------------- | -------------- | ------------------------------------------- | -------------------------- |
| Tokitae        | 98             | 9720160        | 29. März 2012 19. Juli 2013 Juni 2014       | Mukilteo–Clinton           |
| Samish         | 102            | 9720251        | 8. März 2013 12. Mai 2014 März 2015         | Anacortes–San Juan Islands |
| Chimacum       | 104            | 9801770        | 9. Dezember 2014 8. Juli 2016 7. April 2017 | Seattle–Bremerton          |
| Suquamish      | 144            | 9801782        | 10. Mai 2016 26. Juli 2018                  | Mukilteo–Clinton           |

Die Schiffe fahren unter der Flagge der Vereinigten Staaten. Heimathafen ist Seattle.
Benannt sind die Schiffe nach Indianerstämmen bzw. Worten aus deren Sprachen:
- Tokitae bedeutet so viel wie „schöner Tag“ bzw. „schöne Farben“ in der Sprache der Chinook[17][21]
- Samish ist nach dem Indianerstamm benannt; das Wort bedeutet auch so viel wie „gebende Menschen“ bzw. „das gebende Volk“[18][22]
- Chimacum ist nach dem ehemaligen Indianerstamm benannt[19][23]
- Suquamish ist benannt nach dem Indianerstamm.[20][24]